# フフィーヤ

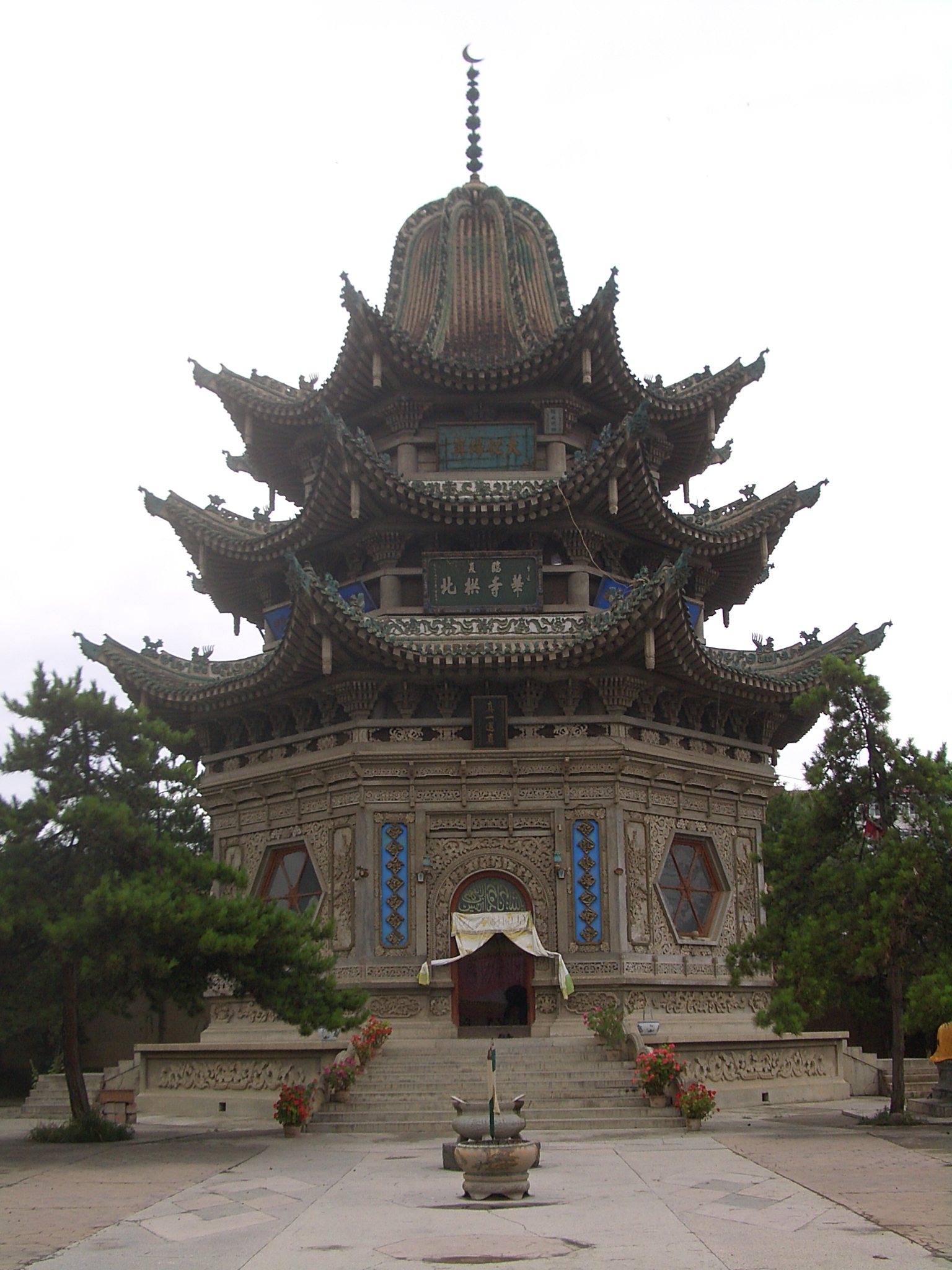
馬来遅廟（華寺拱北）

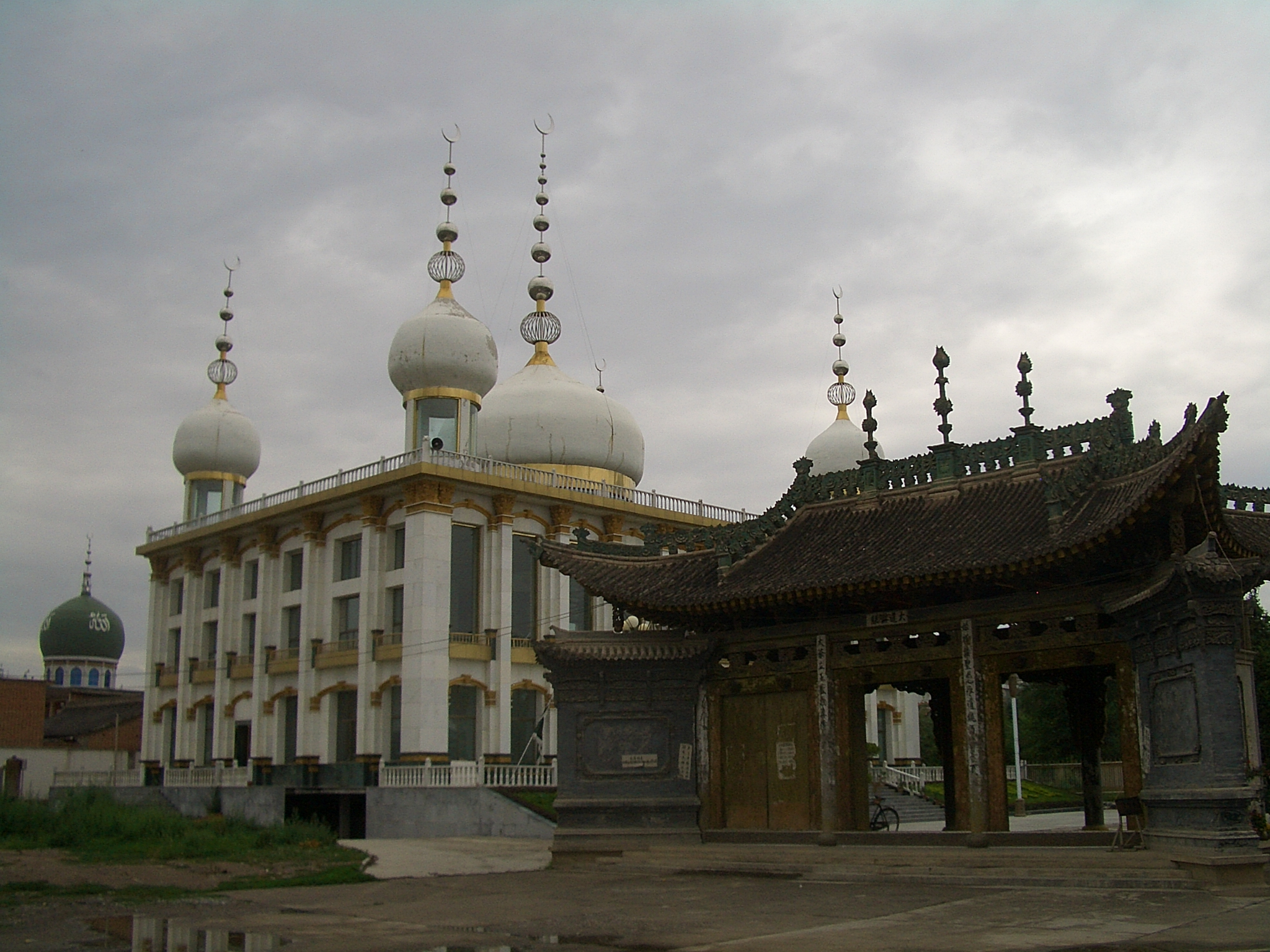
華寺拱北全景

フフィー教団（khufiyya、中国語　虎夫耶）は中国で発生した地域的スーフィー教団。主に寧夏回族自治区、甘粛省、青海省などに信者が多い。17世紀に馬来遅が開いた。系統的にはナクシュバンディー教団の分派とされる。中心は甘粛省の臨夏市にあり、馬来遅の墓は聖地として崇敬対象となっている。清代には四大門宦であったがその後３派に分派し現在に至る。